# Walkabout
Walkabout (el ambulado o andado en inglés) es un  rito de iniciación para los hombres en la cultura de los aborígenes australianos, al que se someten en el periodo de la adolescencia y durante el cual viven en el desierto hasta seis meses. 
En esta práctica se intenta rastrear las señales que dejaron los antepasados e imitar sus rasgos heroicos. Estas largas caminatas en el desierto desempeñan un papel vital para el contacto e intercambio de recursos (tanto materiales como espirituales) entre poblaciones separadas por grandes distancias.
Merriam-Webster  lo definió en 1908 como un período corto de tiempo durante el cual se mantiene un tipo de vida errante en el cual se corta su vida habitual.